# Nore og Uvdal
Gmina Nore og Uvdal (norw. Nore og Uvdal kommune) – norweska gmina leżąca w regionie Buskerud. Jej siedzibą jest miasto Rødberg.
Nore og Uvdal jest 19. norweską gminą pod względem powierzchni.

## Demografia
Według danych z roku 2005 gminę zamieszkuje 2635 osób. Gęstość zaludnienia wynosi 1,05 os./km². Pod względem zaludnienia Nore og Uvdal zajmuje 294. miejsce wśród norweskich gmin.
| ludność stan na 1 stycznia 2005 |         |           |       |
|                                 | kobiety | mężczyźni | razem |
| osób                            | 1337    | 1298      | 2635  |
| %                               | 50,74%  | 49,26%    | 100%  |

| wykształcenie stan na 1 października 2004 |        |         |        |        |
|                                           | podst. | średnie | wyższe | niezn. |
| osób                                      | 554    | 1248    | 269    | 41     |
| %                                         | 26,23% | 59,09%  | 12,74% | 1,94%  |

## Edukacja
Według danych z 1 października 2004:
- liczba szkół podstawowych (norw. grunnskolar): 4
- liczba uczniów szkół podst.: 364

## Władze gminy
Według danych na rok 2011 administratorem gminy (norw. rådmann) jest Frank Pedersen, natomiast burmistrzem (norw. ordfører, d. borgermester) jest Kirsten Gjestemoen Hovda.

## Zabytki
Najważniejszymi zabytkami gminy są kościoły słupowe Uvdal stavkirke z 1168 roku oraz Nore stavkirke z 1167 roku.